# ラーメースワン
ラーメースワン（Ramesuan、1339年 - 1395年）は、タイのアユタヤ王朝の王の1人。ウートーン家とスパンブリー家の争いのため地位が安定せず、アユタヤ王朝史上唯一、2回も王位に就くことになった王である。ラーメースワンとはアユタヤ王朝初期100年間、皇太子の称号として使われていたものである。父親、ラーマティボーディー1世のもとではロッブリーの王であったが、父が死亡すると皇太子としてその後をついで王になった。クメール遠征ではアンコール・トムの攻略に失敗。スパンブリーの王であったパグワの加勢を得てようやく攻略に成功した。この後、ラーメースワンの権威は失墜し、パグワの権限が高まったため、パグワはアユタヤに登りクーデターを実行した。後にパグワが崩御し、その息子トーンチャンが王位に就くと、ラーメースワンはアユタヤへ登りクーデターを起こし、王位に再び就いた。その治世中にはクメールやチエンマイを攻撃した。